# 布萊德·菲茲派翠克
布萊德·菲茲派翠克（英語：Brad Fitzpatrick，1980年2月5日—），美國知名程序员。他最被為人所知的是創辦LiveJournal、許多自由软件的開發（如：memcached），以及OpenID協定的制定。

## 人物
布萊德出生於美國艾奥瓦州，並於俄勒冈州比弗頓成長。之後於西雅圖的華盛頓大學就讀计算机科学。

## 工作
LiveJournal後來成為他的全職工作，並且為此成立了一家公司「Danga Interactive」。在2005年1月，布萊德以未公開的價錢與股票將LiveJournal賣給Six Apart，並成為Six Apart的首席架構師（Chief Architect）。
2007年8月，他離開Six Apart後就職於Google，參與Android、PubSubHubbub以及Go，並於2020年1月28日離開Google，之後加入Tailscale。

## 相關連結
- Go
- LiveJournal
- Memcached
- OpenID
- PubSubHubbub
- Six Apart

## 註解
1. 1 2  . 2020-01-30  [2020-02-01]. （原始内容存档于2020-01-30） （英语）.
2. ↑  .   [2010-11-22]. （原始内容存档于2010-11-21）.
3. ↑  Six Apart to Buy LiveJournal[]
4. ↑  Big news... Six Apart and LiveJournal! 的存檔，存档日期2010-05-30. (5 January 2006)
5. ↑  .   [2010-11-22]. （原始内容存档于2011-01-27）.
6. ↑  Google Launches Application Programming Interface (API) 的存檔，存档日期2008-11-04.
7. ↑  LiveJournal creator leaves as Six Apart fails to spin 的存檔，存档日期2007-10-13.
8. ↑  .   [2011-09-22]. （原始内容存档于2011-10-05）.
9. ↑  .   [2011-09-22]. （原始内容存档于2011-09-23）.
10. ↑  .   [2011-09-22]. （原始内容存档于2011-10-09）.
11. ↑  . 2020-01-27  [2020-01-30]. （原始内容存档于2020-01-28） （英语）.

## 外部連結
- （英文） Brad Fitzpatrick （页面存档备份，存于），個人網站。
- （英文） brad's life （页面存档备份，存于），個人網誌。
- 布萊德·菲茲派翠克的X（前Twitter）